# Pudleston
Pudleston lub Pudlestone – wieś i civil parish w Anglii, w hrabstwie Herefordshire. W 2011 civil parish liczyła 166 mieszkańców. Puddleston jest wspomniana w Domesday Book (1086) jako Pillesdune.